# Santi Sans
Santi Sans i Gracia (Gràcia, 12 de juliol de 1933 – Mataró, 22 de gener de 2020) va ser un actor i humorista català. Va ser actor aficionat, debutant professionalment el 1956 al teatre Windsor amb la obra "Recién casados, no molestar", dirigit per Adolfo Marsillach. Posteriorment actuaria al teatre amb Fernando Fernán Gómez i Amparo Soler Leal. Al cinema treballaria amb Sara Montiel.
Especialitzant-se en l'humor, actuà en molt diversos espectacles del Paral·lel en teatres com l'Apolo, el Victòria, l'Arnau i el Condal, al costat d'actor i vedets com Bárbara Rey, Tania Doris, Norma Duval o Lita Claver La Maña. Als anys 60 actuà en sales de festa al costat de cantants com Julio Iglesias o Raphael, als quals presentava i imitava.
Als anys 70 treballà a diversos espais de TVE Catalunya, així com en la primera etapa del concurs "Un, dos, tres". Als anys 80 es va fer molt popular a TV3, fent actuacions d'humor i imitacions a diversos programes, en especial al concurs Tres i l'astròleg i el magazin Filiprim. Posteriorment treballaria a la sèrie Laberint d'ombres. Poc després, i arrel d'aquest treball en un dramàtic, treballaria al Teatre Nacional de Catalunya a "Solness, el costructor" d'Henrik Ibsen i al Teatre Lliure a L'hort dels cirerers, rebent una nominació als Premis Max com a actor secundari.

## Trajectòria professional

### Cinema
- [REC]³: Gènesi (2012)
- Peacemaker (2006)
- Anita no pierde el tren (2001)
- ¡¡Semos peligrosos!! (uséase Makinavaja 2) (1993)
- Andalucía chica (1988)
- Las correrías del Vizconde Arnau 1974
- Busco tonta para fin de semana 1973
- La liga no es cosa de hombres 1972
- ¿Quién soy yo? 1970
- La 'mini' tía (1968)
- El terrible de Chicago (1967)
- La boda era a las doce (1964)
- A tiro limpio (1964)
- El mujeriego (1964)
- José María (1963)
- Un demonio con ángel (1963)
- La bella Lola (1962)
- Las estrellas (1961)
- Un mundo para mí (1959)
- Distrito quinto (1958)

### Televisió
- Teatro catalán (1966)
- Tot i més (1982)
- Tres i l'astròleg (1984-1985)
- Benvinguts (1985)
- Galeria oberta (1985)
- I ara què, Xènia? (1993)
- Makinavaja (1995)
- Laberint d'ombres (1998-1999)
- Cala reial (2003)
- La mandràgora (2005)